# Alternatywa
Alternatywa, suma logiczna, alternatywa zwykła, alternatywa nierozłączna, alternatywa łączna – zdanie logiczne o postaci p lub q, gdzie p, q są zdaniami. W logice matematycznej alternatywę zapisuje się {\displaystyle p\,\lor \,q.} Alternatywa p lub q jest zdaniem prawdziwym, gdy co najmniej jedno z jej zdań składowych p, q jest prawdziwe.

## W logice matematycznej
Alternatywa (suma logiczna):
1. Działanie dwuargumentowe określone w dowolnym zbiorze zdań bądź w zbiorze funkcji zdaniowych, które zdaniom (funkcjom zdaniowym) {\displaystyle p} i {\displaystyle q} przypisuje zdanie (funkcję zdaniową) prawdziwe wtedy i tylko wtedy, gdy prawdziwe jest przynajmniej jedno ze zdań (funkcji) {\displaystyle p} i {\displaystyle q.}
2. Dwuargumentowy spójnik zdaniowy, oznaczany {\displaystyle p\,\lor \,q} (łac. {\displaystyle p{\mbox{ vel }}q}) o znaczeniu odpowiadającemu wyżej zdefiniowanemu działaniu określonemu w zbiorze {\displaystyle A\ni p,q.} Od poprzedniej definicji różni się tym, że jest definiowany na poziomie syntaktycznym, dzięki czemu unika się określania jego dziedziny.
3. Zdanie logiczne postaci {\displaystyle p\,\lor \,q,} gdzie {\displaystyle p} i {\displaystyle q} są zdaniami.

Dwa symbole bramki logicznej OR (sumy logicznej)

Alternatywa pozostaje w ścisłym związku z dodawaniem zbiorów (patrz algebra zbiorów). Dlatego zdanie utworzone z innych zdań przy użyciu alternatywy jest też nazywane sumą logiczną. Zdania składowe {\displaystyle p,} {\displaystyle q} nazywane są składnikami alternatywy.
Alternatywa jest prawdziwa, jeżeli co najmniej jeden z jej składników jest prawdziwy. W przeciwnym razie alternatywa zdań jest fałszywa.
| {\displaystyle p} | {\displaystyle q} | {\displaystyle p\vee q} |
| ----------------- | ----------------- | ----------------------- |
| 0                 | 0                 | 0                       |
| 0                 | 1                 | 1                       |
| 1                 | 0                 | 1                       |
| 1                 | 1                 | 1                       |

gdzie: 1 – zdanie prawdziwe; 0 – zdanie fałszywe

## Notacja
Zestawienie symboli alternatywy, stosowanych przez różnych autorów:
|             | Schröder Peirce     | Peano, Russell Hilbert  | Łukasiewicz         |
| ----------- | ------------------- | ----------------------- | ------------------- |
| Alternatywa | {\displaystyle p+q} | {\displaystyle p\lor q} | {\displaystyle Apq} |

W językach programowania dla oznaczenia alternatywy używany jest często angielski spójnik OR. W języku C/C++ i pochodnych oznacza się ją przez „||”.

## Przykłady
- Alternatywa zdań: 12 dzieli się przez 3 lub Madryt jest stolicą Hiszpanii jest prawdziwa, bo oba jej zdania składowe są prawdziwe.
- Alternatywa zdań: {\displaystyle 10>12{\mbox{ lub }}10<11} jest prawdziwa, bo jeden z jej składników jest prawdziwy (prawdą jest, że 10 jest liczbą mniejszą niż 11).
- Alternatywa zdań: Kraków leży nad Odrą lub Wisła nie płynie w Polsce jest fałszywa, bo oba jej zdania składowe są fałszywe.

## Własności
Alternatywa charakteryzuje się następującymi cechami:
- przemienność

{\displaystyle p\,\lor \,q=q\,\lor \,p}
- łączność

{\displaystyle p\,\lor \,(q\,\lor \,r)=(p\,\lor \,q)\,\lor \,r}
- idempotentność

{\displaystyle p\,\lor \,p\,\Leftrightarrow \,p}
- rozdzielność względem koniunkcji (i odwrotnie)

{\displaystyle p\,\land \,(q\,\lor \,r)\,\Leftrightarrow \,(p\,\land \,q)\,\lor \,(p\,\land \,r)}
{\displaystyle p\,\lor \,(q\,\land \,r)\,\Leftrightarrow \,(p\,\lor \,q)\,\land \,(p\,\lor \,r)}
- prawa De Morgana

{\displaystyle \neg \,(p\,\lor \,q)\Leftrightarrow (\neg \,p\,\land \,\neg \,q)}
{\displaystyle \neg \,(p\,\land \,q)\Leftrightarrow (\neg \,p\,\lor \,\neg \,q)}
Negacja alternatywy jest równoważna koniunkcji negacji, natomiast negacja koniunkcji – alternatywie negacji.

## W języku naturalnym
Bardziej znane jest potoczne znaczenie słowa „alternatywa”: wybór z dwóch wykluczających się możliwości   . Pokrywa się ono z matematycznym pojęciem alternatywy rozłącznej, a nie klasycznej alternatywy przedstawianej w logice matematycznej.